# بخش ساربورگ-شتو-سلن
بخش ساربورگ-شتو-سلن (به فرانسوی: Arrondissement de Sarrebourg-Château-Salins) یک بخش در فرانسه است که در موزل واقع شده‌است.